# Otto Pendl
Otto Pendl (29 de outubro de 1951 - 10 de novembro de 2021) foi um político austríaco. Membro do Partido Social-Democrata da Áustria, serviu no Conselho Nacional entre 1998 a 2017.